# Mehmet Şükrü Sekban
Mehmet Şükrü Sekban manchmal auch Şükrü Mehmet Sekban (* 1881 in Ergani; † 1960 in Istanbul) war ein kurdischer Arzt, Gelehrter und Politiker aus der Türkei. Sekban war Protagonist der kurdischen Nationalbewegung und wurde später zum Fürsprecher einer Assimilation der Kurden. Sekban war Mitglied und Gründer mehrerer kurdischer Organisationen und Parteien.

## Leben

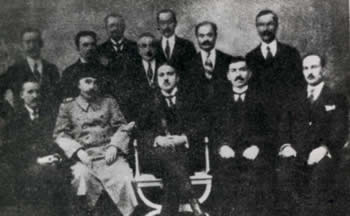
Sekban (Mittig in der vorderen Reihe) mit der Gesellschaft der Dermatologen 1919 in Istanbul (Osm: Emraz-ı Cildiye ve Efrenciye Cemiyeti)

Sekban kam als Sohn des Offiziers Mehmet Agha zu Welt. Die Grundschule besuchte er in Ergani und Hozat. Die Mittelschule besuchte er in Diyarbakır und das Gymnasium in Istanbul. Er studierte Medizin an der Medizinischen Akademie des Militärkrankenhauses Gülhane (GATA) in Istanbul und schloss das Studium 1903 als Hautarzt im Rang eines Kapitäns ab. Zwischen 1905 und 1907 arbeitete er im Militärkrankenhaus Edirne. 1908 kehrte er wieder nach Istanbul zurück. Am 2. Oktober 1908 wurde er Mitglied des Vereins Kürt Teavün ve Terakki Cemiyeti, dessen Ziel es war, die kurdische Kultur innerhalb des osmanischen Reiches zu fördern. 1909 wurde die Kürt Teavün ve Terakki Cemiyeti verboten. Sekban unterstützte auch die Arbeit der kurdischen Studentenvereinigung Hêvi (deutsch: Hoffnung), die 1912 gegründet worden war. So bezahlte er die Miete für das Vereinshaus der Hêvi in Istanbul. Nach dem Ersten Weltkrieg, in dem die Osmanen zu den Verlierern gehörten, bildeten sich neue kurdische Organisationen. Diese waren radikaler als die früheren. Einige forderten einen eigenen kurdischen Staat. Sekban war 1918 Mitglied der Kürdistan Teali Cemiyeti. Als sich die Kürdistan Teali Cemiyeti später spaltete, war Sekban einer der Gründer der Splitterpartei Kürt Teşkilat-i İçtimaîye (deutsch: Kurdische Sozialorganisation). Diese Gruppe war nationalistisch, säkular und lehnte das Kalifat ab.
Nach dem Ersten Weltkrieg quittierte Sekban 1919 seinen Dienst als Arzt in Istanbul und verließ Istanbul Richtung Bagdad im neuen britischen Mandat Mesopotamien. Nach seiner kurzfristigen Rückkehr in die Türkei verließ er das Land wieder, als 1923 der Vertrag von Lausanne unterzeichnet wurde. Da er sich an separatistischen Aktivitäten beteiligt hatte, musste er wie andere kurdische Politiker fliehen. Im September 1923 gab er in Beirut in Buchform einen offenen Brief mit dem Titel Was wollen die Kurden von den Türken? heraus. Er veröffentlichte so mehrere Briefe, die er an den kurdischen Minister und seinen ehemaligen Bekannten Fevzi Bey geschrieben hatte. Fevzi Bey sollte sich als Regierungsmitglied für die Kurden einsetzen. Alle Briefe blieben unbeantwortet. In diesem Buch beschrieb Sekban mehrere Möglichkeiten, wie die neue türkische Regierung in Ankara die Kurden behandeln könne. Diese vier Möglichkeiten sind die Assimilierung, die Vernachlässigung, die Ausrottung und die Anerkennung der Kurden. Laut Sekban müsse die türkische Regierung die Kurden als eigenständiges Volk akzeptieren. Anders als früher gefordert sollten die Kurden sich aber nicht von der Türkei abspalten. Nach dem Selbstbestimmungsrecht, das der amerikanische Präsident Woodrow Wilson formuliert hatte, sollten die Kurden sich selbst verwalten und Kurdisch als Verwaltungs- und Schulsprache anerkannt werden.
1927 gründete Sekban mit anderen im Libanon die Organisation Xoybûn. Xoybûn wollte einen kurdischen Staat gründen und organisierte den Ararat-Aufstand von 1930. Sekban arbeitete Ende der zwanziger Jahre im Irak, das damals noch ein britisches Mandat war, als Gesundheitsminister. Nach der Unabhängigkeit des Iraks 1932 und einer antikurdischen Politik der Regierung, verließ Sekban den Irak Richtung Europa. Er erkrankte an Tuberkulose und kurierte sich in Deutschland. Er wohnte bis zu seiner endgültigen Rückkehr in die Türkei in Paris. 1938 kehrte er in die Türkei zurück und arbeitete als Arzt. In der Türkei gründete er 1946 die Partei Türkiye İşçi ve Çiftçi Partisi (deutsch: Arbeiter-Bauernpartei der Türkei) mit. Sekban war mit einer Tscherkessin aus Istanbul verheiratet. Sekban verstarb 1960 in Istanbul.

## La question Kurde
Während seiner Tuberkulosekur in Deutschland begann er, ein neues Buch zu schreiben. Das Buch mit dem Titel La question Kurde (deutsch: „Die kurdische Frage“) erschien dann 1933 in Paris. In diesem Buch vertrat er die Ansicht, dass die Kurden nicht mit den Medern verwandt seien. Kurden wie Türken seien ein turanisches Volk aus Zentralasien. Die Kurden sollten daher nicht nach Unabhängigkeit streben, sondern sich von den Türken assimilieren lassen. Sekban sah in den Kurden und ihrer Sprache, die er als unzureichend entwickelt ansah, kein Potenzial für einen eigenen Staat. Die Kurden sollen sich daher eher an der Gesellschaft und dem Leben in der Türkei, die seiner Meinung nach große Fortschritte gemacht hatte, beteiligen.
Diese Kehrtwende vom kurdischen Nationalisten zum Befürworter der Assimilation brachte ihm Spott und Feindschaft anderer kurdischer Nationalisten ein. Sie unterstellten ihm, dass er aus egoistischen und opportunistischen Gründen dieses Buch geschrieben habe, um in die Türkei zurückkehren zu dürfen. Er selber beteuerte später gegenüber Musa Anter, dass er das Buch nur geschrieben habe, um die Kurden vor Unterdrückung zu bewahren und die Regierung davon abzuhalten die Kurden zu vernichten.
Sein Buch wurde erst in späteren Jahrzehnten von türkischen Nationalisten und der Propaganda dazu benutzt, die Kurden als ein türkisches Volk darzustellen. Dass ein kurdischer Nationalist die These von der Verwandtschaft der Kurden mit den Türken aufstellte kam der Regierung gelegen. So schreibt der türkische Autor Bilal N. Şimşir, dass Sekban nach langer Recherche einsah, dass die Kurden ein turanisches Volk seien und dass er seine vorherige Arbeiten bereut habe. Er soll dann unter Tränen das Buch „La question Kurde“ geschrieben haben.